# Terza coniugazione latina
La terza coniugazione verbale della lingua latina presenta come vocale tematica la -e- breve (ě). Questa vocale può trasformarsi in una -i- breve (ĭ), per effetto del fenomeno noto come apofonia latina.
Un verbo che si può prendere a suo esempio può essere lego, -is, lēgi, lectum, -ěre (leggere).

## Formazione del perfetto
La terza coniugazione, nella formazione del perfetto, è quella che presenta la maggiore varietà di forme, che qui elenchiamo: 
1. Perfetto sigmatico: viene affisso il suffisso SI alla radice verbale (senza che si frapponga una vocale tematica), che spesso crea particolari esiti fonetici: davanti a consonante velare questa e la S si fondono in una X (coquo>coxi), ma la consonante preceduta da L o R cade; davanti a consonante dentale questa cade, e talvolta la S raddoppia (claudo>clausi); davanti a consonante labiale si forma PSI; davanti a consonante nasale si ha sempre SI, ma talvolta la nasale cade.
2. Perfetto a raddoppiamento: la sillaba iniziale della radice verbale raddoppia (il verbo talvolta subisce altre modifiche fonetiche), per esempio tango>tetigi. Nei composti i verbi perdono il raddoppiamento, ad eccezione dei verbi curro, posco e disco, anche se per curro sono ammessi anche i composti senza raddoppiamento. Addirittura, talvolta, i composti di tali verbi adottano un tipo di perfetto diverso.
3. Perfetto apofonico: la vocale radicale del verbo muta; può trattarsi di un'apofonia solo quantitativa (la vocale si allunga) o anche qualitativa (cambia anche il suo timbro, ergo tutta la vocale).
4. Perfetto senza caratterizzazione: non possiedono un vero e proprio tema del perfetto, ma possono essere distinti dal presente solo grazie alle desinenze, ossia usano per il perfetto il tema del presente ma le desinenze del perfetto.

## Attivo

### Tempi derivati dal tema del presente
| INDICATIVO | INDICATIVO | INDICATIVO | INDICATIVO   | INDICATIVO |
|            |            | presente   | imperfetto   | futuro     |
| ---------- | ---------- | ---------- | ------------ | ---------- |
| singolare  | 1ª persona | leg-o      | leg-ē-ba-m   | leg-a-m    |
| singolare  | 2ª persona | leg-ǐ-s    | leg-ē-ba-s   | leg-e-s    |
| singolare  | 3ª persona | leg-ǐ-t    | leg-ē-ba-t   | leg-e-t    |
| plurale    | 1ª persona | leg-ǐ-mus  | leg-e-bā-mus | leg-e-mus  |
| plurale    | 2ª persona | leg-ǐ-tis  | leg-e-bā-tis | leg-e-tis  |
| plurale    | 3ª persona | leg-u-nt   | leg-ē-ba-nt  | leg-e-nt   |

| CONGIUNTIVO | CONGIUNTIVO | CONGIUNTIVO | CONGIUNTIVO  |
|             |             | presente    | imperfetto   |
| ----------- | ----------- | ----------- | ------------ |
| singolare   | 1ª persona  | leg-a-m     | leg-ĕ-re-m   |
| singolare   | 2ª persona  | leg-a-s     | leg-ĕ-re-s   |
| singolare   | 3ª persona  | leg-a-t     | leg-ĕ-re-t   |
| plurale     | 1ª persona  | leg-ā-mus   | leg-e-rē-mus |
| plurale     | 2ª persona  | leg-ā-tis   | leg-e-rē-tis |
| plurale     | 3ª persona  | leg-a-nt    | leg-ĕ-re-nt  |

| IMPERATIVO | IMPERATIVO | IMPERATIVO | IMPERATIVO |
|            |            | presente   | futuro     |
| ---------- | ---------- | ---------- | ---------- |
| singolare  | 2ª persona | leg-e      | leg-ĭ-to   |
| singolare  | 3ª persona | -          | leg-ĭ-to   |
| plurale    | 2ª persona | leg-ĭ-te   | leg-i-tōte |
| plurale    | 3ª persona | -          | leg-u-nto  |

| Infinito presente | leg-ĕ-re |

| Participio presente | leg-ens |

| Gerundio | leg-e-nd-i (genitivo) | leg-e-nd-o (dativo) | leg-e-nd-um (accusativo) | leg-e-nd-o (ablativo) |

### Tempi derivati dal tema del perfetto
| INDICATIVO |            |           |                 |                  |
|            |            | perfetto  | piuccheperfetto | futuro anteriore |
| ---------- | ---------- | --------- | --------------- | ---------------- |
| singolare  | 1ª persona | legi-i    | leg-era-m       | leg-er-o         |
| singolare  | 2ª persona | leg-isti  | leg-era-s       | leg-eri-s        |
| singolare  | 3ª persona | leg-it    | leg-era-t       | leg-eri-t        |
| plurale    | 1ª persona | leg-imus  | leg-era-mus     | leg-eri-mus      |
| plurale    | 2ª persona | leg-istis | leg-era-tis     | leg-eri-tis      |
| plurale    | 3ª persona | leg-erunt | leg-era-nt      | leg-eri-nt       |

| CONGIUNTIVO     | CONGIUNTIVO | CONGIUNTIVO  |
| perfetto        | perfetto    | perfetto     |
| --------------- | ----------- | ------------ |
| singolare       | 1ª persona  | leg-eri-m    |
| singolare       | 2ª persona  | leg-eri-s    |
| singolare       | 3ª persona  | leg-eri-t    |
| plurale         | 1ª persona  | leg-eri-mus  |
| plurale         | 2ª persona  | leg-eri-tis  |
| plurale         | 3ª persona  | leg-eri-nt   |
| piuccheperfetto |             |              |
| singolare       | 1ª persona  | leg-isse-m   |
| singolare       | 2ª persona  | leg-isse-s   |
| singolare       | 3ª persona  | leg-isse-t   |
| plurale         | 1ª persona  | leg-isse-mus |
| plurale         | 2ª persona  | leg-isse-tis |
| plurale         | 3ª persona  | leg-isse-nt  |

| Infinito perfetto | leg-isse |

### Tempi derivati dal tema del supino
| Supino | lect-um |

| Infinito futuro | lect-urum esse (declinabile) |

| Participio futuro | lect-urus (declinabile) |

## Passivo

### Tempi derivati dal tema del presente
| Indicativo presente | Singolare | Plurale    |
| ------------------- | --------- | ---------- |
| 1ª persona          | leg-or    | leg-i-mur  |
| 2ª persona          | leg-e-ris | leg-i-mini |
| 3ª persona          | leg-i-tur | leg-u-ntur |

| Indicativo imperfetto | Singolare       | Plurale       |
| --------------------- | --------------- | ------------- |
| 1ª persona            | leg-e-ba-r      | leg-e-ba-mur  |
| 2ª persona            | leg-e-ba-ris/re | leg-e-ba-mini |
| 3ª persona            | leg-e-ba-tur    | leg-e-ba-ntur |

| Indicativo futuro semplice | Singolare | Plurale    |
| -------------------------- | --------- | ---------- |
| 1ª persona                 | leg-ar    | leg-e-mur  |
| 2ª persona                 | leg-e-ris | leg-e-mini |
| 3ª persona                 | leg-e-tur | leg-e-ntur |

| Congiuntivo presente | Singolare    | Plurale    |
| -------------------- | ------------ | ---------- |
| 1ª persona           | leg-a-r      | leg-a-mur  |
| 2ª persona           | leg-a-ris/re | leg-a-mini |
| 3ª persona           | leg-a-tur    | leg-a-ntur |

| Congiuntivo imperfetto | Singolare      | Plurale      |
| ---------------------- | -------------- | ------------ |
| 1ª persona             | leg-ere-r      | leg-ere-mur  |
| 2ª persona             | leg-ere-ris/re | leg-ere-mini |
| 3ª persona             | leg-ere-tur    | leg-ere-ntur |

| Imperativo presente | Singolare | Plurale    |
| ------------------- | --------- | ---------- |
| 2ª persona          | leg-ere   | leg-i-mini |

| Imperativo futuro | Singolare | Plurale    |
| ----------------- | --------- | ---------- |
| 2ª persona        | leg-i-tor | leg-i-mino |
| 3ª persona        | leg-i-tor | leg-u-ntor |

| Infinito presente | leg-i |

| Gerundivo | leg-e-nd-us (declinabile) |

### Tempi derivati dal tema del supino
| Participio perfetto | lect-us (declinabile) |

### Tempi derivati dal tema del perfetto
| Indicativo perfetto | Singolare   | Plurale      |
| ------------------- | ----------- | ------------ |
| 1ª persona          | lect-us sum | lect-i sumus |
| 2ª persona          | lect-us es  | lect-i estis |
| 3ª persona          | lect-us est | lect-i sunt  |

| Indicativo piuccheperfetto | Singolare    | Plurale       |
| -------------------------- | ------------ | ------------- |
| 1ª persona                 | lect-us eram | lect-i eramus |
| 2ª persona                 | lect-us eras | lect-i eratis |
| 3ª persona                 | lect-us erat | lect-i erant  |

| Indicativo futuro anteriore | Singolare    | Plurale       |
| --------------------------- | ------------ | ------------- |
| 1ª persona                  | lect-us ero  | lect-i erimus |
| 2ª persona                  | lect-us eris | lect-i eritis |
| 3ª persona                  | lect-us erit | lect-i erunt  |

| Congiuntivo perfetto | Singolare   | Plurale      |
| -------------------- | ----------- | ------------ |
| 1ª persona           | lect-us sim | lect-i simus |
| 2ª persona           | lect-us sis | lect-i sitis |
| 3ª persona           | lect-us sit | lect-i sint  |

| Congiuntivo piuccheperfetto | Singolare     | Plurale        |
| --------------------------- | ------------- | -------------- |
| 1ª persona                  | lect-us essem | lect-i essemus |
| 2ª persona                  | lect-us esses | lect-i essetis |
| 3ª persona                  | lect-us esset | lect-i essent  |

| Infinito perfetto | lect-um esse |

| Infinito futuro | lect-um iri |

| Supino | lect-u |